# 비련의 신부
《비련의 신부(La mariée était en noir)》는 1968년 개봉한 프랑스의 스릴러 영화이다. 윌리엄 아이리시의 소설을 각색하여 프랑수아 트뤼포가 감독하고 잔 모로 등이 출연하였다. 씻을 수 없는 상처를 받은 여자가 복수를 위해 5명의 남자를 차례로 살인한다는 내용을 다루고 있다.

## 줄거리
집에서 자살을 시도하려다가 실패한 쥘리 콜레르(잔 모로)라는 여인이 고향을 떠나 파리로 가는 기차에 탑승한다. 그러나 쥘리는 출발하기 전 기차에서 다시 내려 반대편 승강장으로 이동한다. 시간이 지나 이브닝드레스를 입은 쥘리가 블리스라는 남자의 아파트에 찾아가 안으로 들어가기 위해 경비원을 매수하려고 시도하지만 실패한다. 블리스는 결혼식을 앞두고 코리를 포함한 친구들을 불러 연회를 여는데 쥘리가 이 연회에 참석한다. 그녀가 누군지를 기억하지 못하는 블리스에게 쥘리는 대화를 하자고 그를 발코니로 불러들인다. 쥘리는 자신의 이름을 밝힌 후 블리스를 발코니 밖으로 떨어트려 죽인다. 당황하는 사람들을 뒤로하고 쥘리는 그곳에서 사라진다.
한 마을에 코랄이라는 독신 남성이 있는데, 어느 날 그는 모르는 사람으로부터 음악 티켓을 받는다. 코랄은 티켓에 적힌 공연장에 가 쥘리를 만나게 된다. 그녀에게 호감을 느낀 코랄은 다음날 저녁 약속을 잡고, 쥘리는 약속된 시간에 술과 음반을 들고 와 그의 집에 도착한다. 그러나 그녀가 갖고 온 술에는 독이 들어가 있었다. 코랄은 술을 마신 후 독살당한다. 쥘리는 다음에 모란이라는 남자에게 접근한다. 모란은 하원의원이 되려고 노력하는 지역 유지인데 쥘리는 모란의 아들이 다니는 유치원 교사로 위장해 그의 집에 들어간다. 쥘리는 꾀를 써서 모란의 아내를 처가로 보내고 아들을 잠재운 후 모란을 계단 밑 창고에 가둬버린다. 영문을 모르는 모란에게 쥘리는 자신이 왜 이런 행동을 하는지를 설명한다.
한 도시에 살던 쥘리는 어린 시절부터 친구인 다비드를 사랑하였다. 성인이 되어 쥘리는 다비드와 꿈에 그리던 결혼을 하게 된다. 한편 여러 사정에 의해 그 도시에 잠시 머물던 외지인이자 독신남 블리스, 코랄, 델보, 페르귀스, 그리고 모란은 총기에 흥미를 느껴 자주 모임을 가진다. 그러나 쥘리의 결혼식이 열리던 같은 시각에 그들은 우발적 사고에 의해 총을 쏴 결혼식을 마치고 성당을 나오던 다비드를 죽인다. 5명은 경찰의 추격을 피하기 위해 각자 뿔뿔이 흩어졌는데, 처음에 자살을 하려고 했던 쥘리는 마음을 바꿔 복수를 위해 5명을 차례차례 찾아가 죽이고 있었다. 진실을 토로한 쥘리는 창고의 빈틈을 덕트 테이프로 붙여서 모란을 질식사시킨다.
쥘리는 이제 델보에게 접근한다. 델보는 경찰에게 쫓기는 범죄자가 됐는데 쥘리가 복수를 하려던 그 순간에 경찰이 그를 검거한다. 델보를 놓친 쥘리는 페르귀스에게 접근한다. 페르귀스는 화가인데 쥘리는 그가 바라던 이상적 모델로 꾸며서 그의 앞에 나타난다. 페르귀스는 쥘리에게 사랑을 느끼지만 그의 친구 중에는 옛 블리스의 친구이기도 한 코리도 있었다. 코리는 기억을 더듬어 페르귀스의 새 연인인 쥘리가 과거 블리스를 죽음으로 밀어 넣은 사람임을 깨닫는다. 그러나 그가 깨달은 시점일 때 쥘리는 이미 페르귀스를 죽인 후였다. 대부분의 생각과 다르게 쥘리는 순순히 경찰에 불려가 모든 살인을 인정한다. 감옥에서 쥘리는 델보와 조우해 그를 죽인다.